# مانهاتن للأبحاث
مانهاتن للأبحاث (بالإنجليزية: Manhattan Research) هي منظمة أمريكية من نوع خلية التفكير تقع في مدينة نيويورك، وتهدف إلى تقديم معلومات حول القضايا والسلوكيات والاتجاهات التي تتعلق باستخدام وتبني التكنولوجيا من قبل المستهلكين وأخصائيي الرعاية الصحية في الولايات المتحدة الأمريكية وأوروبا وآسياوالمحيط الهادئ. ومنظمة مانهاتن للأبحاث هي جزء من مؤسسة Decision Resources المحدودة التي تتكون من مجموعة من الشركات.
لقد قام كل من مارك بارد (Mark Bard) وجوي فارس (Joe Farris) بتأسيس هذه المنظمة في عام 2002 بشكل مشترك. ومن بين عملاء هذه المنظمة شركات الأدويةالرائدة عالميًا والناشرون المتخصصون في المجال الطبي ومقدمو تكنولوجيا المعلومات في مجال الصحة بالإضافة إلى شركات الصحة 2.0.

## وصلات خارجية
- Manhattan Research نسخة محفوظة 16 أكتوبر 2012 على موقع واي باك مشين.

‌